# Three Brothers Hill
Three Brothers Hill är en kulle i Antarktis. Den ligger i Sydshetlandsöarna. Argentina, Chile och Storbritannien gör anspråk på området. Toppen på Three Brothers Hill är 210 meter över havet.
Terrängen runt Three Brothers Hill är kuperad åt nordost, men söderut är den platt. Havet är nära Three Brothers Hill åt sydväst. Trakten är glest befolkad. Närmaste befolkade plats är Macchu Picchu Station, 19,9 kilometer nordost om Three Brothers Hill. 